# Carlo Amati

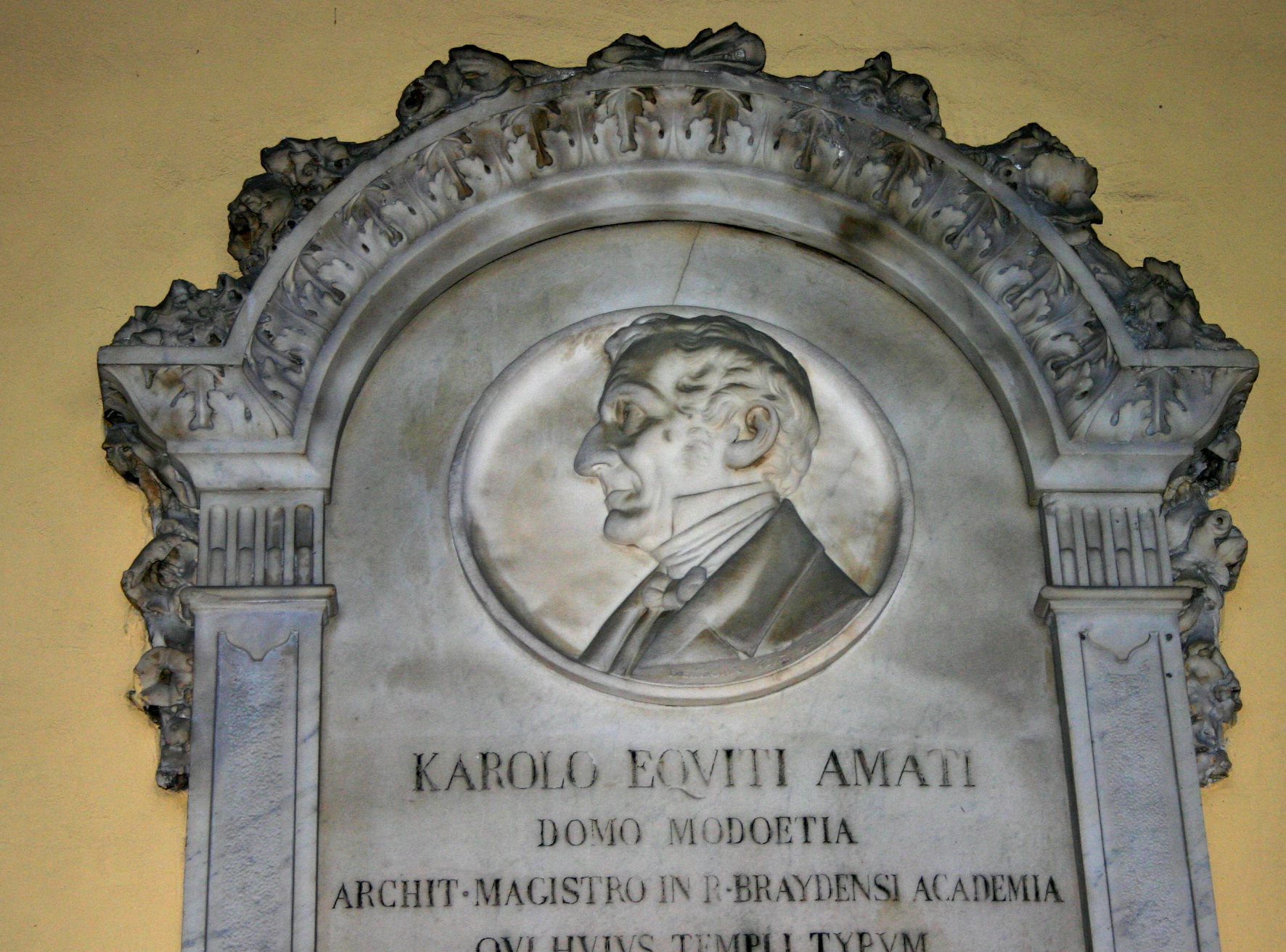
Gedenktafel für Carlo Amati in Mailand

Carlo Amati (* 19. Juni 1776 in Monza; † 23. Mai 1852 in Mailand) war ein italienischer Architekt.

## Leben
Carlo Amati war der ältere Bruder des Theologen Giacinto Amati. Schon früh beschäftigte er sich mit der Architektur und lehrte diese später als Professor an der Accademia di Brera in Mailand. Dabei gab er seine griechisch-römische Bauart an seine Schüler weiter, sodass diese Amatis Baustil weiter verbreiteten. Am 23. Mai 1852 starb er in Mailand, wo er einige Werke erbaut hatte, im Alter von 75 Jahren. Nach seinem Tod fand eine Prozession ihm zu Ehren statt, die von der von ihm erbauten Kirche San Carlo al Corso ausging und an der Kirche S. Pietro Celestino endete, wo er bestattet wurde.

## Wirken
Amati war für die Verzierungen im Dom von Pavia zuständig. Er arbeitete am Mailänder Dom, indem er, von Napoleon Bonaparte beauftragt, Pellegrinis Zeichnungen von 1806 ausführte und den Platz vor der Kirche entwarf. Außerdem errichtete Amati die große Mailänder Kirche San Carlo al Corso.
Amati verfasste Bücher über die Architektur. Durch seine Schriften und architektonischen Leistungen wurde er sehr angesehen und wurde mit Auszeichnungen und Orden gerühmt. Außerdem nahmen ihn die Kunstakademien zu Wien, Petersburg und Amsterdam wie auch die Académie des Beaux-Arts in Paris (1838 korrespondierendes Mitglied) als Mitglied auf.

## Schriften (Auswahl)
- Iconografia ed ortografia del Duomo di Milano (Milano)
- Antichità di Milano esistenti presso San Lorenzo (1822)
- Gli ordini di Architettura del Vignola
- Regole del Chiaroscuro in Architettura
- Apologia di M. Vitruvio
- L'Architettura di M. Vitruvio